# Noah Makembo-Ntemo
Noah Makembo-Ntemo (14 maart 2007) is een Belgisch voetballer die onder contract ligt bij Standard Luik.

## Clubcarrière
Makembo-Ntemo genoot zijn jeugdopleiding bij Standard Luik. In 2020 werd hij verkozen tot Speler van het Toernooi op de Talents Cup, een internationaal jeugdtoernooi in Duitsland. In de zomer van 2023 kon hij rekenen op interesse van onder andere Borussia Dortmund, maar Makembo-Ntemo koos ervoor om bij Standard te blijven. In juni 2023 ondertekende hij een tweejarig profcontract met optie op een extra jaar bij de Luikenaars.
Op 11 augustus 2023 maakte Makembo-Ntemo zijn profdebuut in het shirt van SL16 FC, het beloftenelftal van Standard in Eerste klasse B: op de openingsspeeldag liet trainer Joseph Laumann hem in de 50e minuut invallen voor Amine Benfriha.

## Clubstatistieken
| Seizoen         | Club            | Land            | Competitie      | Competitie | Competitie | Beker | Beker | Supercup | Supercup | Europees | Europees | Totaal | Totaal |
| Seizoen         | Club            | Land            | Competitie      | Wed.       | Dlp.       | Wed.  | Dlp.  | Wed.     | Dlp.     | Wed.     | Dlp.     | Wed.   | Dlp.   |
| --------------- | --------------- | --------------- | --------------- | ---------- | ---------- | ----- | ----- | -------- | -------- | -------- | -------- | ------ | ------ |
| 2023/24         | SL16 FC         | Vlag van België | Eerste klasse B | 2          | 0          | —     | —     | —        | —        | —        | —        | 2      | 0      |
| Carrière totaal | Carrière totaal | Carrière totaal | Carrière totaal | 2          | 0          | 0     | 0     | 0        | 0        | 0        | 0        | 2      | 0      |

Bijgewerkt op 26 augustus 2023.
3 Ngoy ·
4 Šutalo ·
5 Bolingoli ·
6 Sotiris ·
7 Bulat ·
8 Price ·
9 Zeqiri ·
10 Đukanović ·
11 Ayensa ·
13 Fossey ·
14 Kuavita ·
15 Doumbia ·
17 Camara ·
19 Badamosi ·
20 Karamoko ·
24 O'Neill ·
25 Hautekiet ·
29 Dierckx ·
30 Henkinet ·
40 Epolo ·
41 Szalai ·
44 Bates ·
45 Godfroid ·
51 Noubi ·
53 Calut ·
77 Hountondji ·
88 Lawrence ·
99 Poitoux ·
Coach: Leko